# Tygarrup takarazimensis
Tygarrup takarazimensis är en mångfotingart som beskrevs av Miyosi 1957. Tygarrup takarazimensis ingår i släktet Tygarrup och familjen storhuvudjordkrypare. Inga underarter finns listade i Catalogue of Life.